# 노랑스텝레밍
노랑스텝레밍(Eolagurus luteus)은 비단털쥐과에 속하는 설치류의 일종이다. 중국과 카자흐스탄, 몽골에서 발견된다. 자연 서식지는 온대 사막 지역이다.